# Юнг, Буркхард
Буркхард Юнг (родился 7 марта 1958 года в Зигене) — немецкий политик (СДПГ). Является Обер-бургомистром Лейпцига с марта 2006 года и президентом Немецкой ассоциации городов с 6 июня 2019 года.

## Образование и профессия
С 1964 по 1968 год учился в протестантской начальной школе Гозенбах в Зигене. В 1977 году окончил среднюю школу в Ам Лёртор . Затем до 1984 года учился в Вестфальском университете Вильгельма в Мюнстере, преподавая немецкое и протестантское богословие в средних школах. Первый государственный экзамен он сдал в 1983 году, а после работы в Мюнстере — второй государственный экзамен в 1986 году.
В евангелической гимназии в Зиген-Вайденау он начал преподавать немецкий язык и евангелическую религию в 1986 году. Как координатор более низкого уровня, особенно интересовался новыми формами междисциплинарного обучения . В 1989 году он был назначен в педагогический совет по трудоустройству на церковной службе. После воссоединения Германии , Юнг был прикомандирован к вновь созданному Евангелическо Школьному центру в Лейпциге (Eva Schulze) в качестве директора школы в 1991 году, где он отвечал за создание церковно — спонсируемый начальной, средней школы и гимназии . С 1994 года он был церковным служащим при евангелическо-лютеранской церкви Саксонии, с 1997 года он был назначен старшим директором церковных служб. Он возглавлял Центр евангелической школы, в то время единственную кооперативную общеобразовательную школу в Саксонии, до февраля 1999 года. Юнг и Майкл Хилбк разработали новый социально-диаконический профиль средней школы. С этого времени датируется ряд специализированных публикаций. Во время своей преподавательской деятельности в Зигене и Лейпциге Юнг был соавтором книги для чтения для гимназии Lektüre от Schroedel-Verlag.

## Политика

### Советник по делам молодежи, школы и спорта города Лейпцига
Юнг был советником по делам молодежи, школы и спорта, после административной реструктуризации в апреле 2001 года, советником по делам молодежи, социальным вопросам, здравоохранению и школе города Лейпцига. Что касается заявки Лейпцига на Олимпийские игры 2012 года, он был олимпийским комиссаром города в течение двух лет, пока он не ушел в отставку с этой должности в ноябре 2003 года из-за выплаты комиссии маркетинговому агентству SCI и был освобожден от своих официальных обязанностей в качестве советника. Редактор Йенс Вайнрайх из Berliner Zeitung возмутил это дело . После месячного отпуска и прекращения предварительного расследования прокурором Юнг возобновил свою работу в качестве советника в декабре 2003 года. С января 2006 года Юнг был также представителем чемпионата мира по футболу в Лейпциге. Его приоритетами в качестве советника были установление приоритетов в спорте в продвижении спорта, планирование благосостояния молодежи, многочисленные передачи детских садов под независимую спонсорскую поддержку в рамках субсидиарности, развитие школ; Помощь пожилым людям, помощь инвалидам и социальное планирование. В 2000 году перешел в СПД.

### Обер-бургомистр Лейпцига
После отставки своего предшественника Вольфганга Тифензее, который переехал в Берлин в качестве федерального министра транспорта в ноябре 2005 года , Юнг подал заявление на должность обер-бургомистра города Лейпцига. После того, как он не набрал абсолютного большинства голосов при первом голосовании, 26 февраля 2006 года он был избран новым мэром Лейпцига с явкой 31,7 % при 51,6 % голосов и занимает эту должность с 29 марта 2006 года. С 20 марта 2006 года по 26 октября 2007 Буркхард Юнг был членом административного совета по Landesbank Sachsen.
Буркхард Юнг был председателем наблюдательного совета Leipziger Versorgungs- und Verkehrsgesellschaft (холдинговая компания муниципальных предприятий энергетики, водоснабжения и транспорта) и председателем административного совета Stadt- und Kreissparkasse Leipzig с 2006 года . Он является членом наблюдательных советов Leipziger Messe и Европейской энергетической биржи (EEX).
Буркхард Юнг является членом президиума европейской городской сети Eurocities с 2006 года, а также членом президиума Немецкой ассоциации городов и Саксонской ассоциации городов и поселков SSG (вице-президент с 2008 года). Он также является председателем Попечительского совета Фонда Феликса Мендельсона Бартольди.
С ноября 2010 года Юнг также отвечал за многочисленные культурные учреждения в городе Лейпциг. Он удивительно узнал оперу, Гевандхаус, Центральный театр, Театр юного мира и музыкальную школу от своего руководителя культуры Майкла Фабера. Обер-бургомистр назвал причиной этого ошибочное антикризисное управление своего советника и инициировал процедуру голосования против него. Однако во втором туре голосования большинство в две трети голосов, необходимое для голосования, было просто пропущено, и Майкл Фабер остался на своем посту. На выборах мэра в 2013 году он баллотировался на второй срок. Его противниками, помимо беспартийного, были бывший начальник полиции Хорст Вавжински, назначенный ХДС , Феликс Экардт (Зеленые), Барбара Хёлль (Die Linke), Рене Хобуш (СвДП) и Дирк Фериен (беспартийный). Во втором туре голосования 17 февраля 2013 года Юнг был переизбран с 45,0 % голосов и, таким образом, значительно опередил занявшего второе место кандидата Хорста Вавжинского (28,7 %).
В 2018 году Ассоциация городов и муниципалитетов Саксонии выдвинула молодых людей на пост президента Ассоциации сберегательных банков Восточной Германии . В решающем голосовании ассоциации 27 сентября и Юнг, и его оппонент Майкл Хариг потерпели поражение от действующего президента Майкла Эрмриха . Юнг остался в должности обер-бургомистра. 6 июня 2019 года Юнг был избран президентом Немецкой ассоциации городов в качестве обер-бургомистра города Лейпциг. Срок полномочий первоначально ограничен двумя годами и заканчивается досрочно, если Юнг не будет переизбран на должность.
Срок полномочий Юнга на посту обер-бургомистра закончился в марте 2020 года. 17 мая 2019 года на мероприятии, организованном СДПГ в Лейпциге, он объявил о своей кандидатуре на пост президента Немецкой ассоциации городов и заявил, что будет баллотироваться на третий срок в качестве обер-бургомистра в 2020 году. В первом туре голосования 2 февраля 2020 года он получил второе место по количеству голосов с 29,8 процента голосов после кандидата от ХДС Себастьяна Гемкова с 31,6 процента. Всего баллотировалось восемь кандидатов. Второе голосование, в котором было достаточно простого большинства, состоялось 1 марта 2020 года. Юнг выиграл его, набрав 49,1 процента голосов, примерно на 3300 голосов опередив Гемкова, получившего 47,6 процента. Третий кандидат, Уте Элизабет Габельманн, получила 3,3 процента голосов. Это был третий раз подряд, когда Юнг выигрывал выборы мэра Лейпцига.

### Критика
В начале 2012 года стало известно, что город Лейпциг, в частности юридическая контора, продавал землю, во многих случаях не получая информации о владельце. Вначале опубликованные события отклонялись как отдельные случаи. Позже Юнг был вынужден признать, что по крайней мере в 157 случаях обращение с имуществом незнакомцев было небрежным. Количество сообщений от владельцев собственности, чья собственность была незаконно продана городом, измеряется двузначным числом. Затем О. Б. Юнг отправил в отпуск нескольких сотрудников юридической службы. Кроме того, Юнг запустил специальный проект под названием «Юридические представительства», который занимается всеми сделками, связанными с продажей якобы бесхозяйной собственности. Бывший председатель Федерального административного суда Эккарт Хьен был назначен нейтральным доверенным лицом владельцев незаконно проданной собственности . Это тесно связано со спецпроектом. Между тем пострадавшие уже получили компенсацию от городской администрации. Средства, вырученные от продажи этих объектов, не поступали в городской бюджет, а с самого начала были переведены на счета депо, поскольку эти средства по-прежнему принадлежат ранее неизвестным владельцам.

## Личная жизнь
С 1980 года был женат на Джулиан Киршнер до их развода в 2014 году. У них четверо детей, в том числе актриса Алисса Юнг. 
В 2016 году женился на Айлине Вагнер. В 2018 году у них родилась дочь.